# 歪叶冷水花
歪叶冷水花（学名：Pilea cordifolia）是荨麻科冷水花属的植物。分布在锡金、印度以及中国大陆的云南等地，生长于海拔700米至1,500米的地区，一般生长在河谷草丛中，目前尚未由人工引种栽培。